# Душан Ђукић
Душан Ђукић (Београд, 1931 — Београд, 2020) био је српски и југословенски хирург и примаријус. Био је син дивизијског генерала Светомира Ђукића, са којим је током Другог светског рата био припадник Југословенске војске у Отаџбини, а касније је био председник Удружења припадника Југословенске војске у Отаџбини 1941—1945.

## Биографија
Рођен је 1931. године у Београду. Његов отац Светомир Ђукић је био дивизијски генерал Југословенске војске, вођу прве олимпијске селекције Краљевине Србије на Петим летњим олимпијским играма које су одржане у Стокхолму 1912. године, где је изабран за члана Међународног олимпијског комитета.
Крајем 1942. године, отац Светомир напушта кућу на Вождовцу и одлази на расположење Врховној команди Југословенске војске у Отаџбини. Гестапо због тога ставља породицу у кућни притвор и врши претрес, али их убрзо пуштају, те се и они од 19. децембра 1944. године придружују Светомиру и ступају у редове Југословенске војске у Отаџбини. Душанова сестра Татјана се удала за мајора Милана Стојановића Цигу, који је био ађутант генерала Драгољуба Драже Михаиловића, те им је он био и венчани кум.
Душанов млађи брат Константин Ђукић је раније због повреде одлучио да се придружи љотићевцима и крене према Словенији, рачунајући на сигурнији пролаз. Међутим, воз у којем су се налазили су зауставиле усташе и побиле их у децембру 1944. године.
Читава породица је учествовала у Босанског голготи. Генерал Ђукић се растао са породицом 16. априла 1945. године, када је по задатку генерала Михаиловића отишао у Загреб, како би покушао да обезбеди несметан пролаз снага ЈВуО кроз НДХ, али без успеха. Затим је емигрирао и најпре одлази у логор Еболи, а потом у Дуизбург. Душан је са породицом остао уз генерала Михаиловића до 6. маја 1945. године, када их је он послао према Србији уочи битке на Зеленгори. Кретали су се по Босни до августа 1945. године, а тада су их заробили припадници ОЗНЕ и одвели у Београд. Били су затворени у седишту ОЗНЕ на Обилићевом венцу и постепено пуштани, а Душана Ђукића је саслушавао лично Слободан Пенезић Крцун.
Породица је трпела прогон нових комунистичких власти, тако што им је одузета покретна и непокретна имовина, а вршени су и стални претреси у којима су одузета чак и одликовања генерала Ђукића. Услед тешке материјалне ситуације, мајка је морала да ради за пола хлеба дневно, Душан је радио као зидар, а сестра Татјана као дактилограф.
Након студија медицине, Душан је добио лекарску службу у Пожеги. Тамо је упознао Милета Нинчића, начелника полиције, који је након одређеног времена успео да му прибави пасош, како би отпутовао у иностранство и посетио оца. Раније му је захтев за пасош неколико пута одбио лично Светислав Стефановић Ћећа.
У пензионерским данима, Душан Ђукић је био председник Удружења припадника Југословенске војске у Отаџбини 1941—1945, које је било једно од иницијатора процеса рехабилитације генерала Михаиловића.
Сахрањен је 3. октобра 2020. године на Централном гробљу у Београду. Иза њега су остали кћерка Јасна и унука Ивана.